# Stocksberg (Berg)
Der Stocksberg ist eine der höchsten Erhebungen in den Löwensteiner Bergen in Baden-Württemberg (Deutschland). Aufgrund ihrer großen Höhe von 539,7 m ü. NHN und dank des markanten Sendeturms auf ihrer Spitze ist die Liaskuppe schon aus größerer Entfernung gut zu erkennen.

## Geographische Lage
Der Stocksberg liegt in Luftlinie rund 3,5 km südöstlich von Löwenstein und etwa 2,2 km westnordwestlich von Neulautern. Auf der Nordostflanke des Bergs steht etwa 50 m unterhalb der unbewaldeten Kuppe des Bergs der Weiler Stocksberg, nach Südosten zu hat er einen Ausläufer Steinberg, der sich nach dem flachen verbindenden Sattel in 1,3 km Entfernung wieder bis auf 535,1 m ü. NHN erhebt.
Auf seiner Nord- und Ostseite entstehen in den Gemarkungen Schelmenhölzle und Gehrn aus vielen Quellästen zwei Bäche, die in kurzem Lauf der „Spiegelberger“ Lauter im Osten zufließen. Auf der bewaldeten Südflanke des Bergs läuft durch die kurze Schleifklinge der obersten Bottwar ein anderer Quellast zu, die selbst an seiner Westflanke entspringt, beide Gewässer liegen im großen Hangwaldgebiet Seizengehren. Westnordwestlich des Bergs im Eselsbiß liegt der Ursprung des Schmidbachs, der in ebenfalls südwestlichem Lauf weiter talab von rechts in die Bottwar mündet.

## Namensursprung und Geschichte
Der Name Stocksberg leitet sich vom Ausstocken des Waldes bei der Rodungsbesiedlung am Fuß des Berges her. Während das Dorf Stocksberg im 15. Jahrhundert württembergisch wurde und zu Beilstein kam, blieb dagegen die Bergkuppe mit dem Stocksberger Jagdhaus samt dem südwestlichen Hangwald  Seizengehren unterhalb im Besitz der Grafen von Löwenstein und ist bis heute als Exklave Teil der Stadt Löwenstein.

## Sendeturm und -anlage

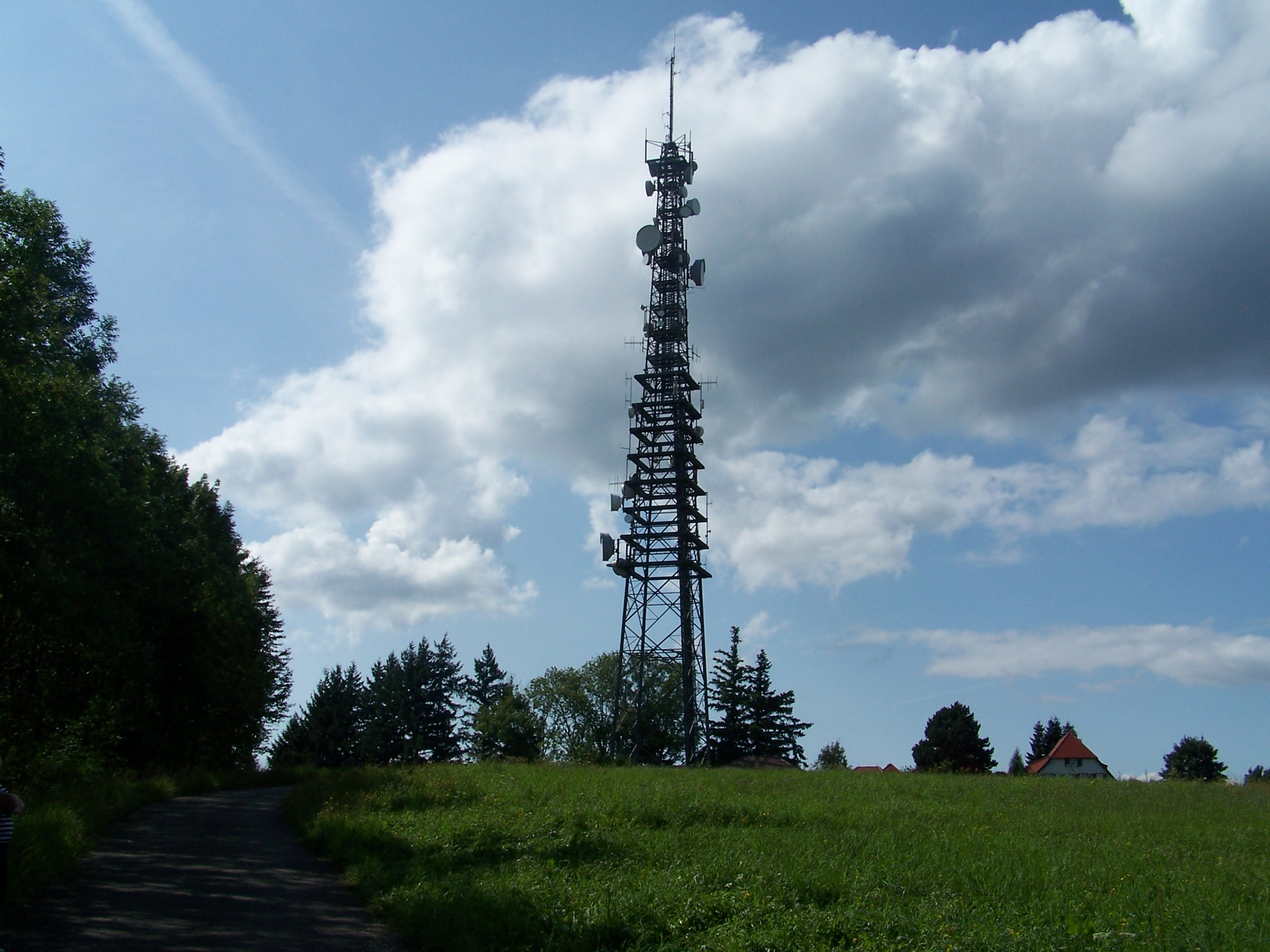
Sendemast Stocksberg

Auf der Kuppe direkt neben dem Jagdhaus Stocksberg steht ein Sendeturm in Stahlfachwerkbauweise.
Etwa 800 m südöstlich der Bergkuppe befand sich im Wald der Nordwestkuppe (ca. 532 m ü. NN) des 536,1 m ü. NHN hohen Steinbergs eine Sendeanlage des US-Militärs ⊙, die schon im September 2006 nicht mehr genutzt war. Mittlerweile (Stand: Oktober 2009) ist sie abgebaut und die Fläche renaturiert.

## Tourismus
Im Winter wird der Berg bei günstigen Schneeverhältnissen als Rodelhang genutzt. Ein Skilift wurde aufgrund der schneearmen Winter der vorangegangenen Jahre seit 2020 nicht mehr aufgebaut.